# Jungle (banda)
Jungle é uma banda inglesa de soul moderno baseado em Londres.

## História
Jungle foi fundada por Tom McFarland e Josh Lloyd-Watson. Os dois eram amigos desde os nove anos de idade, onde moravam um ao lado um do outro em Shepherds Bush, Londres. Ambos frequentaram a Latymer Upper School e tocaram juntos em vários grupos diferentes, um dos quais, Born Blonde, teve um leve sucesso. Eles formaram o Jungle no início de 2013, optando por colocar uma ênfase estética na obra de arte e nos vídeos musicais, e não na própria identidade dos pares, (McFarland e Lloyd-Watson passaram a ser conhecidos como J e T). Ao longo do ano seguinte, o Jungle desenvolveu sua natureza como um coletivo, trabalhando com diferentes artistas em diversas disciplinas. Para fazer a música ao vivo, Jungle se expandiu para uma banda de sete integrantes, liderada por J e T. A dupla queria desafiar a si mesma, resistindo à tentação de simplesmente reproduzir sua música a partir de seus laptops e traduzindo suas músicas para um formato completo, em experiência viva e orgânica. J e T explicaram que Jungle surgiu de um desejo de "honestidade... verdadeira conexão e amizade. É sobre estar em uma energia coletiva e coletiva... um espírito de equipe."

## Carreira
O estilo musical de Jungle foi descrito como "funk no meio da década de 1970" e sua música é misturada com "percussão tropical, ruídos de animais selvagens, falsetes, lavagens psicodélicas e baixo". A banda tem uma reputação ao vivo assustadora: "Jungle é uma banda ao vivo espetacular", dizem DIY.
Eles lançaram seu single "The Heat" em 21 de outubro de 2013 através da Chess Club Records. em dezembro de 2013 os integrantes foram nomeados para BBC's Sound de 2014. O grupo tocou no South by Southwest no Texas em março de 2014. Em 16 de junho de 2014, a banda tocou no Jimmy Kimmel Live!, e tocou no Glastonbury Festival no final do mesmo mês.
Seu álbum de estréia, Jungle, foi lançado pela XL Recordings em 14 de julho de 2014. Para celebrar o lançamento, a banda fez uma festa de lançamento especial em um telhado de Peckham. O show foi filmado usando drones. Durante a semana de lançamento, a banda tocou em sessões ao vivo na )BBC Radio 1, 2 e 6 Music.
Em agosto de 2014, a banda tocou em Reading e Leeds Festivals. Durante o mês de setembro de 2014, Jungle tocou ao vivo no Le Grand Journal, tocou com Pharrell Williams no Roundhouse de Londres para o iTunes Festival, e tocou ao vivo no Later com Jools Holland.
O álbum "Jungle" foi pré-selecionado para o Mercury Prize 2014 em setembro de 2014.
A música deles, "Busy Earnin", está presente nas listas de reprodução de FIFA 15 e Forza Horizon 2 e foi incluída em produções de TV com várias vezes, por exemplo, na sequência de abertura e créditos para o episódio "Zer0 Sum" de Tales from Borderlands. um bar na 2ª Temporada Episódio 6 do Brooklyn Nine-Nine, bem como em uma cena do clube na série de televisão alemã Tatort (episódio 916: "Der Wüstensohn").
Também foi votado no número 67 na Triple J Hottest 100 Countdown 2014 na Austrália.
Desde o final de 2014, "Busy Earnin" é a música título do programa de TV alemão "Mein bester Feind" (em alemão, "My favorite enemy").
No início de 2015, foi anunciado que a banda se apresentaria no Boston Calling Music Festival em maio de 2015.
Em 26 de junho de 2015, o Jungle tocou no Other Stage no Glastonbury Festival 2015.
Em 2 de novembro de 2016, sua música "Drops" foi tocada no encerramento da cena final da primeira temporada do Episódio 9 de "Queen Sugar".
Em 10 de novembro de 2016, a música deles, "Busy Earnin", foi tocada como parte da história de fundo do episódio da segunda temporada do episódio 9, intitulado' "Black Friday", da Superstore.
Em abril de 2017, o "Busy Earnin" foi usado para o anúncio da Toyota Yaris Hybrid TV.
Em 9 de dezembro de 2017, eles se apresentaram como parte do line up do Trópico, um festival de música de três dias em Acapulco, no México.
Em 8 de maio de 2018, eles lançaram dois novos singles, "House in LA", e "Happy Man", em um disco de 7 polegadas, e em várias plataformas de música digital.
Em 13 de setembro de 2018, seu single "Heavy, Califórnia", foi usado para abrir o evento da Apple em setembro.
Em 22 de setembro de 2018, a banda tocou seu single "Heavy, California" no Jimmy Kimmel Live!.
Em 11 de dezembro de 2018, a banda tocou seu single "Smile on The Late Show" com Stephen Colbert.
Em dezembro de 2018, o single "' Platoon" da banda é usado para o Peloton Digital Commercial.
Seu single "Beat 54 (All Good Now)" foi apresentado em videogames de futebol pela EA Sports, no FIFA 19.

## Prêmios e Indicações
| Ano  | Prêmio                | Organização | Resultado  | Trabalho      |
| ---- | --------------------- | ----------- | ---------- | ------------- |
| 2014 | Top 50 faixas de 2014 | NME         | 13 posição | "Busy Earnin" |

## Discografia
- 2014 - Jungle
- 2018 - For Ever
- 2021 - Loving in Stereo
- 2023 - Volcano